# LGBTQのシンボル
LGBTQのシンボルとは、レズビアン、ゲイ、バイセクシャル、トランスジェンダー、ジェンダークィア（LGBTQ）コミュニティに固有のシンボルやそれに類するものである。これらはコミュニティにおける連帯や尊厳、価値観の共有、相互信頼の表明や認知などのために使われている。
LGBTQのシンボルとして世界的に広く認識されているものにピンク・トライアングルとプライド・フラッグがある。ピンク・トライアングルは、元々第二次世界大戦下のナチスが用いた識別章を転用したものであるが、これにはネガティブな意図も含んでいる。レインボーフラッグはネガティブな面を除去した存在として制作された。

## 代表的なシンボル

### 第二次世界大戦におけるトライアングル識別胸章
シンボルのうち最も古いものの一つが、ナチ強制収容所のバッジを起源に持つピンク・トライアングルである。ホロコーストにおいてはユダヤ人の収容・殺害と並行して、5,000 - 15,000人のゲイ・レズビアンが強制収容所に入れられたとされる。この由来によりピンク・トライアングルには、連帯のシンボルの側面とナチスによるゲイ迫害の歴史の記憶という側面の両方を有している。
ドイツ刑法175条下において、ピンク・トライアングルは男性収容者に限って使用され、レズビアンには適用されていなかった。しかしながらフェミニズムやレズビアニズム、またナチスのイメージする女性像（料理、掃除、台所仕事、子育て、従順など）に反する人物は「反社会的素行」として逮捕・収監されて、ブラック・トライアングルが付されていた。現代において、このシンボルはゲイ男性のピンク・トライアングルと同様に、レズビアンのシンボルとして再利用されている。
| ピンク・トライアングル                                                                                 | ブラック・トライアングル | ピンクおよびイエローのトライアングル                                                                                                 |
| --- | --- | --- |
| | | |
| ピンク・トライアングルはもともとナチ強制収容所のバッジにおいて同性愛男性を識別するために使われていた。 | ブラック・トライアングルは、もともとナチ強制収容所のバッジにおいて反社会的または強制労働に従わない人物を識別するために使われ、売春に関連する人物やロマおよびその他の人物にも付されていた。現在ではレズビアンのシンボルでもある。 | イエローのトライアングルにピンクを重ねたものは、ナチ強制収容所のバッジにおいてユダヤ人で同性愛者の人物を識別するために使われていた。 |

ACT-UP は逆さのピンク・トライアングルをHIV/AIDSにおける「積極的な抵抗」のシンボルとし使用している。

### プライドフラッグ、プライドカラー

#### レインボーフラッグ
1978年にサンフランシスコで開催されたGay Freedom Day Paradeのためにギルバート・ベイカーがデザインした旗（フラッグ）のデザインを起源としている。フラッグは実際の虹色を正確には表現しておらず、赤を上に紫を下に水平に色が流れている向きを意図して作られている。世界的に性別の多様性を象徴するシンボルとして使われている。紫色を黒と入れ替えたデザインは、男性性の表現やレザー・プライドに使われている。オリジナルの8色バージョンでは、ピンクはセクシャリティを、赤は生命、橙は癒し、黄は太陽、緑は自然、ターコイズは芸術、藍は調和、紫は魂を意味している。オリジナルの8色のフラッグは、サンフランシスコのカストロ通りやニューヨークのLGBTコミュニティセンターで見られる。

#### プログレス・プライドフラッグ

インターセックスを包括したプログレス・プライドフラッグ

2018年、レインボーフラッグをより包括的なものにするために、有色人種のクィアの人々とトランスジェンダーのコミュニティを表す5色のV字型模様を追加するキャンペーンを開始し、プログレス・プライドフラッグとなった。

#### プライドカラー

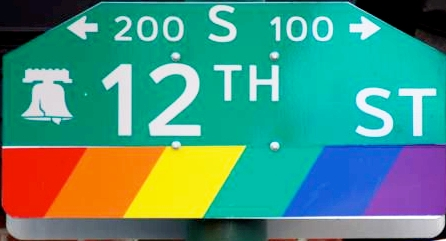
フィラデルフィアのWashington Square Westに近い通りの標識に使われているプライドカラー。

プライドカラーは旗だけでなく、LGBTの尊厳やコミュニティ、団結などを象徴するものに使われている。

#### フリーダムリング
プライドカラーの各色で彩色された6つのアルミ製リングで構成されたフリーダムリングは1991年にDavid Spadaがデザインしたものがオリジナルである。幸福や多様性をシンボル化したリングは、ネックレスやブレスレット、キーチェーンなどとして使われている。「Fruit Loops」（フルーツ・ループス）とも呼ばれる。 

## LGBT共通のシンボル

### ラムダ
LGBTQ＋コミュニティにおいて使われ続けているシンボルの一つにギリシャ文字の小文字「λ」ラムダがある。
元々は、1970年代にニューヨークのゲイ活動家同盟 (Gay Activists Alliance, GAA) が使用していたシンボルである。GAAはストーンウォールの反乱から6ヶ月後の1969年の終わりに「ゲイ解放戦線」 (Gay Liberation Front, GLF) から離脱したグループであった。同性愛者へのより強い働きかけや世間の認知を得るために、GLFは黒人解放運動や女性解放運動と連携した活動を視野に入れ、またゲイコミュニティとの結びつきも強化したいと考えていた。ゲイコミュニティのイベントを支援していたGAAがラムダを採用したことで、このシンボルはコミュニティの一員であることを互いが認識するための手段として利用されるようになった。ラムダはシンボルとして採用された理由には男子学生の大学サークルのシンボルと誤認され易く、また殆どの人には気づかれにくいモチーフであったことが理由とされている。
シンボルの意味合いについては様々な説やジョークがある。代表的なものに以下がある。
- "liberation"（解放）の「L」。
- ギリシアのスパルタ人が「団結のシンボル」にしていたと信じられていたため[要出典]。
- 字形が持つ正義の天秤や拮抗する力のイメージから。文字右側の脚は行動とバランス均衡における主導権を表現している[要出典]。

GAAは後年に事務所の放火被害に遭い、建物だけでなく団体の記録なども失ってしまう。その後活動を盛り返すことはできなかったが、ラムダはその後もシンボルとして引き継がれた。1974年12月にスコットランドのエディンバラで行われた国際同性愛者人権会議 (International Gay Rights Congress) でラムダは国際的なゲイ・レズビアンの権利を象徴するシンボルに公式採択された。またラムダは抑圧下における団結の象徴にもなっている。 ゲイの人権団体ラムダ・リーガルや アメリカのLambda Literary Awardの名はこのシンボルから由来している。

### ジェンダーシンボル
1990年代以降、ジェンダーシンボルを改変したシンボルがLGBTのジェンダー・アイデンティティの表現として使われるようになった。男性または女性のジェンダーシンボルのいずれを2つ重ね合わせたデザインは、それぞれゲイとレズビアンを表すようになった。同じデザインのバリエーションとしてバイセクシャル、トランスジェンダー、ヘテロセクシャルのシンボルも存在する。

## レズビアンのシンボル

### ラブリュス
ラブリュスまたは両刃斧は、古代クレタ島ミノア文明（家母長制の特質があったともされる文明圏）において使われたシンボルである。現代においては1970年代以降にレズビアンの象徴やフェミニストの強さを表すシンボルとして使われている。

### ブッチ・アンド・フェム
歴史的には、青い星型がブッチ性のシンボルとして使われてきた。サイトButch-Femme.comでは黒の三角形と赤の円がブッチ/フェムのセクシャリティとして使用されている。

### 植物
バイセクシャル女性やレズビアンはスミレを同性愛的な感情の相手に渡していたとされる。古代ギリシャの女性詩人サッポーは詩の中で、自身と恋人がスミレの花輪を被る描写を残している。スミレを渡す習慣は1910年代から1950年代に掛けての習慣として存在した。

## ゲイのシンボル

### パープルハンド
1969年10月31日（ハロウィーン）の夜、ゲイ解放戦線のメンバー60人とSociety for Individual Rights (SIR) がサンフランシスコ・エグザミナーの掲載した市内にあるゲイバーやゲイ向けクラブへ集うLGBTの人々を蔑む新聞記事特集に抗議を行い、この抗議におけるモチーフが、「紫の手」の起源とされる。
エグザミナーの編集方針に対する平和的な抗議は最終的に騒乱と化し、後に「紫の手の金曜日」 ("Friday of the Purple Hand") や「紫の手の血の金曜日」 ("Bloody Friday of the Purple Hand") と呼ばれる事態となった。エグザミナーの従業員が新聞社屋の3階の窓から印刷用のインク袋を群衆へ向けて投げつける事態が発生し（ビル屋上からインク樽が投げられたとの証言も残っている）、抗議に参加していた人々は投げ込まれたインクで「ゲイ・パワー」 ("Gay Power") やその他のスローガンを壁に書きなぐり始め、紫色の手形をサンフランシスコのダウンタウンまで押し続けた。この出来事はゲイ・パワーのデモとして著名なものの一つになった。
SIRの代表であったLarry LittleJohnは「あの時、警察の分隊がやってきて、インクを投げつけた従業員ではなく、それを目撃した抗議参加者を逮捕したんです。警官達はエグザミナーのビルを囲見こむことができたのに、ゲイの後を追っていました。インクが参加者の目に入れば怪我にも繋がる状況だったのに、彼らは警棒を振り回し、参加者を地面に押さえつけていました。とても信じられない光景でした。」と語っている。警察官によって女性を含む抗議参加者が拘束を受け、事件は収束をした。

「ブラック・ハンド」（ギャングスタやカモッラ、マフィアなどが金銭を強請る際に使っていた手法。イタリア語でマーノ・ネーラ）から着想を得て、前述の事件における「紫の手」を反ホモフォビアのシンボルとして一部の活動家が使用している。このシンボルから由来したものの一つとして、トルコのLGBT人権団体「MorEl Eskişehir LGBTT Oluşumu」 (Purple Hand Eskişehir LGBT Formation、パープルハンド・エスキシェヒル・LGBT・フォーメーション)の名称がある。

### ベア・カルチャー

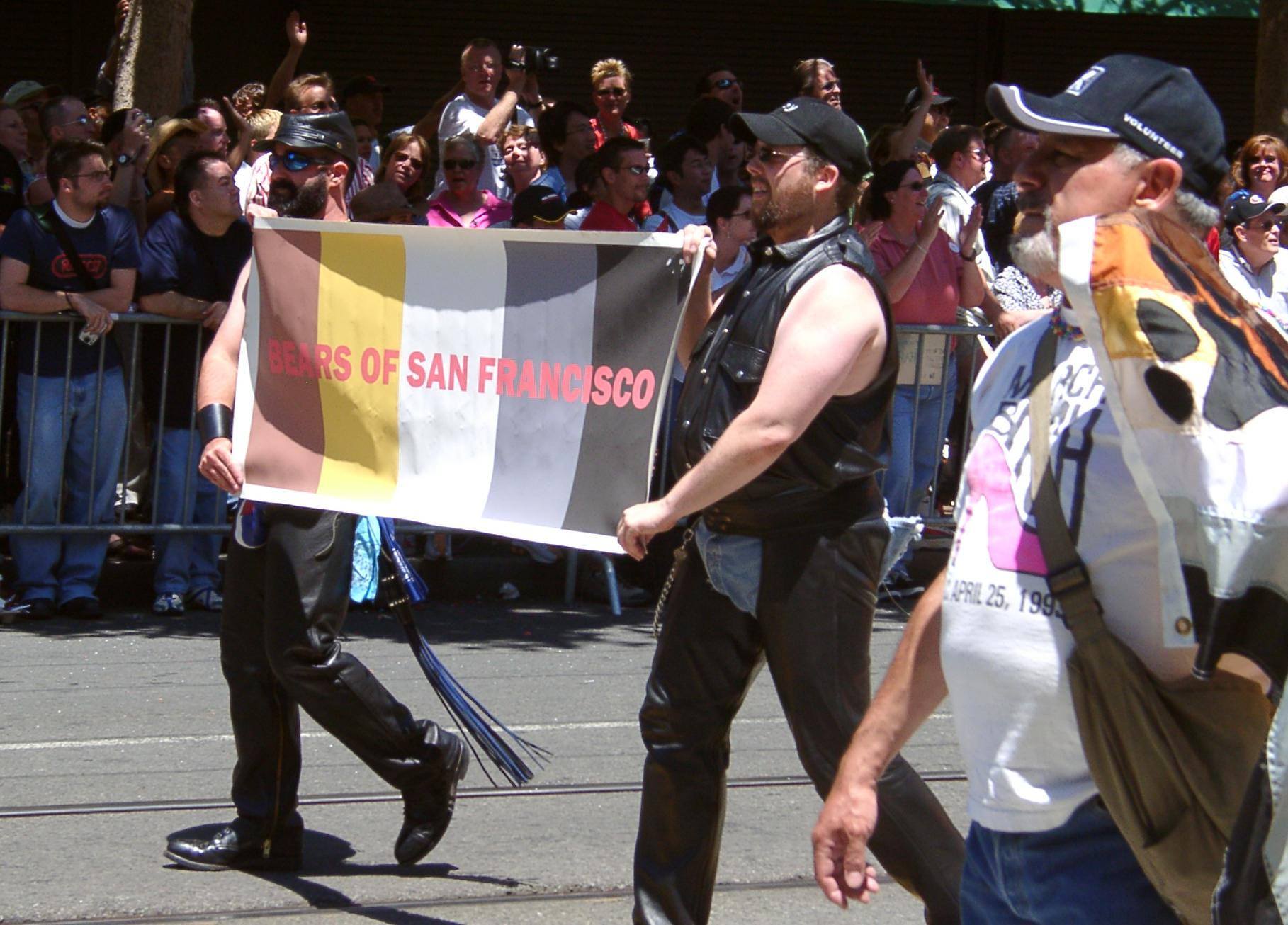
サンフランシスコ・プライドでマーチングをするベア・カルチャーの人々。2004年

ベアはゲイ用語 の一つでベア・コミュニティに属する人々やゲイ・コミュニティにおけるサブカルチャーを意味しており、LGBTコミュニティやイベントや文化の中では比較的新しい文化の一つ。
ベアフラッグは、クレイグ・バーンズ (Craig Byrnes) が1995年にベアコミュニティのために考案した旗であり、バージニア州で商標登録を受けている (VA 763-760)。

### 紫のサイ
1974年にボストンの活動家達はゲイ・ムーブメントの象徴として紫色のサイを使用し始めた。この動物が選ばれた理由は、「大人しい」と誤解されている姿が当時のゲイとも共通することが理由とされ、またラベンダー色は当時広くゲイを象徴する色であった。ハートは愛とともに「全ての人がもつ普遍的な人間性」を表しているとされる。

### 植物
古代ローマでは19世紀のイギリスと同様に緑が男性同性愛を示す色とされていた。ヴィクトリア朝時代の男性は緑色のカーネーションを洋服のラペルに刺していたとされ、この習慣を当時の著名な作家オスカー・ワイルドがよく行っていたために一般化されたとされる。
一部の解釈では、アメリカの詩人ウォルト・ホイットマンは植物のショウブを同性愛の表現に使用していたとされる。

## バイセクシャルのシンボル

### Bisexual pride flag
「bisexual pride flag」(en)は1998年12月5日に、バイセクシャル・コミュニティに登場した。旗の上側に広がるマゼンタは同性愛を表し、下側に広がるブルーは異性愛を象徴している。中央で色が混ざり合うかのように配された濃いラベンダー色は両方に惹かれるバイセクシャルを表現している。

### Bi triangles
ブルーとピンクのトライアングルが重なり合うシンボルは、両性愛とバイ・プライドを象徴している。"biangles" とも呼ばれるこのシンボルの正確な起源は、はっきりしていない。ピンク色は同性愛（ピンクトライアングル）を表し、ブルーが異性愛を表していると広く考えられている。二つの色が混じり合うラベンダーは両方の性的指向を表しており、またこの色は1世紀程の間に渡り同性愛を意味する色でもあった。またピンクを女性への興味、ブルーを男性への興味、そしてラベンダーをその両方と捉えることもできる。

### Bisexual moon
Bisexual moon は、ナチのピンクトライアングルを忌諱するために作られたシンボルとされる。

## トランスジェンダーのシンボル

### トランスジェンダーシンボル
トランスジェンダーの人々に広く使われているシンボルには、男性と女性のジェンダーシンボルを組み合わせたものがある。最も広く使われるバージョンにホリー・ボズウェル (Holly Boswell) のデザインしたシンボルがある。男性のシンボルと女性のシンボル、そして両方を合成したシンボルの３つが一つの輪を共有している。

### トランスジェンダー・プライド・フラッグ
モニカ・ヘルムズ (Monica Helms) のデザインしたトランスジェンダー・プライド・フラッグは、2000年にアメリカ、アリゾナ州のフェニックスで行われたプライドパレードで最初に披露された。トランスジェンダーコミュニティを象徴するこの旗は、白のラインの上下をピンクが挟み、さらに外側にライトブルーを配したデザインで構成されている。ヘルムズはこのフラッグのデザインについて次のように説明している。
| 「 | ライトブルーは男の子の赤ちゃん、ピンクは女の子の赤ちゃんをそれぞれ象徴する色で、白は中間のジェンダーやノー・ジェンダと感じる人々、そしてインターセックスをはじめとした自分が正しいと感じる性へ変わろうとしている人々を象徴しています。誤った答えなどないのですから、どんな答えにたどり着くかは問題ではありません。このシンボルは私達が人生において正しい道を探求する姿を象徴しているのです。 | 」 |

その他のトランスジェンダーのシンボルにはチョウ（変化をシンボル化している）やピンク色とライトブルーで構成された陰陽のシンボルなどがある。

## アセクシャルのシンボル
2010年8月にアセクシャルのコミュニティ・ウェブサイト「AVEN」などで行われた投票にてアセクシャルを象徴するフラッグが選出された。
黒のストライプはアセクシャリティを、灰色は grey-asexuality と demisexuals を、白はセクシャリティ、そして紫はコミュニティをそれぞれ象徴している。

## その他のシンボル
前述の他にも様々なシンボルが存在している。

### レザー・カルチャー
習慣や服装様式としてのレザー・カルチャーは、革（英：レザー）製の衣服を好んで着用することがその特徴である。レザー・カルチャーはゲイ・コミュニティにてよく見られるために、ゲイ男性と関連づけられて認識されることが多いが、ゲイ、レズビアン、バイセクシャル、ヘテロセクシャルに文化それぞれに存在している。またレザー・カルチャーは特にBDSMと関連付けて認識されることも多いが、ブラックレザーを着用することで男らしさを強調するエロティシズムファッションであったり、オートバイ文化への愛着であったり、パラフィリアやフェティシズムに関連している場合など様々である。
レザー・プライド・フラッグはトニー・ディブラーゼ (Tony DeBlase) によってデザインされ、1989年のイベント『International Mr. Leather』にて初めて披露された。「Black and Blue with Love」とも表現されるこのフラッグは、等間隔の9本の横ストライプ（黒とロイヤルブルーが交互に並べられ、中心の一本は白）と左上に配置された赤い大きなハートで構成されている。

### ストレイト・アライ
逆さの ピンク・トライアングルが緑色の円に囲まれたシンボルは、ストレート・アライやホモフォビアからの安全な空間（セーフ・スペース）を意味している。

### リレーションシップ
ポリアモリームーブメントでは、 "love outside the box" を多情や非単婚、LGBTQの人々の象徴として採用している。
非単婚の関係性の一つRelationship anarchy (RA、または"Radical Relations")のシンボルは2006年にスウェーデンの急進アート集団「Interacting arts」によって作られた。

### その他
- ヨーロッパの歴史研究団体Society for Creative Anachronismでは、LGBTのメンバーは青い羽のモチーフを使用している[30]。
- イギリスでは2005年にピンク色のユニオンジャックが、ゲイ・レズビアンの象徴として使われ始めた[31][32]。